# Cantone di Rixheim
Il Cantone di Rixheim è una divisione amministrativa dell'arrondissement di Mulhouse.
È stato costituito a seguito della riforma approvata con decreto del 21 febbraio 2014, che ha avuto attuazione dopo le elezioni dipartimentali del 2015.

## Composizione
Comprende i seguenti 12 comuni:
- Baldersheim
- Bantzenheim
- Battenheim
- Chalampé
- Habsheim
- Hombourg
- Niffer
- Ottmarsheim
- Petit-Landau
- Riedisheim
- Rixheim
- Sausheim